# IC 697
IC 697 ist eine linsenförmige Galaxie vom Hubble-Typ S0 im Sternbild Löwe auf der Ekliptik. Sie ist schätzungsweise 564 Millionen Lichtjahre von der Milchstraße entfernt.
Das Objekt wurde am 7. April 1893 von dem französischen Astronomen Stéphane Javelle entdeckt.